# 스타드 루이 II
스타드 루이 II(프랑스어: Stade Louis II)는 모나코에 위치한 경기장이다. 주로 축구 경기장으로 사용되고 있으며 AS 모나코의 홈구장으로 사용되고 있다. 경기장 이름은 모나코의 대공 루이 2세에서 유래된 이름이다.
1939년 처음 개장했으며 1980년대 초반 시설의 노후화로 개수 공사가 진행되었다. 1985년 5월 11일 지금과 같은 경기장이 개장했으며 18,500명을 수용할 수 있다. 축구 경기장 뿐만 아니라 육상 경기장으로도 사용되고 있으며 2003년부터 2005년까지 IAAF 세계 육상 파이널 주경기장으로 사용되었다. 1998년부터 2012년까지 UEFA 슈퍼컵 경기가 열린 경기장이기도 하다.

## 사진

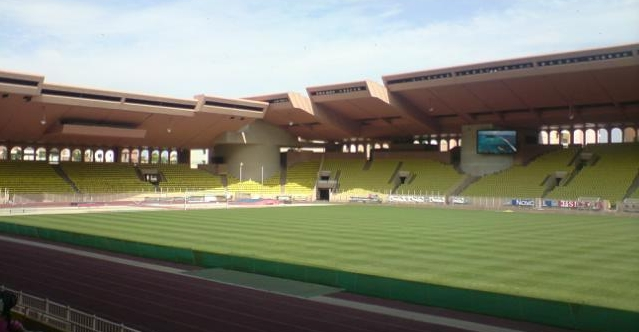
경기장 내부 전경
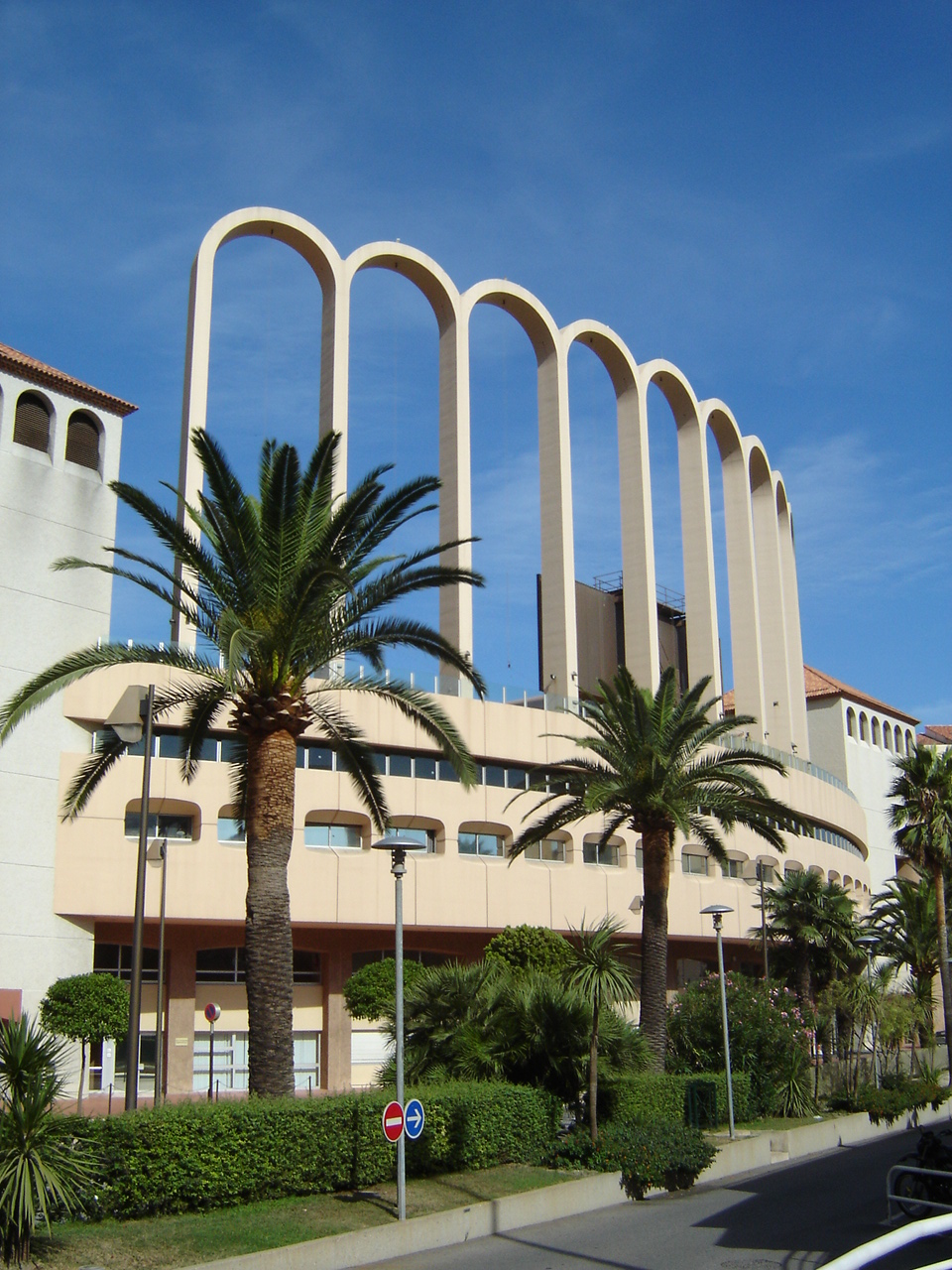
경기장에 설치된 아치 구조물
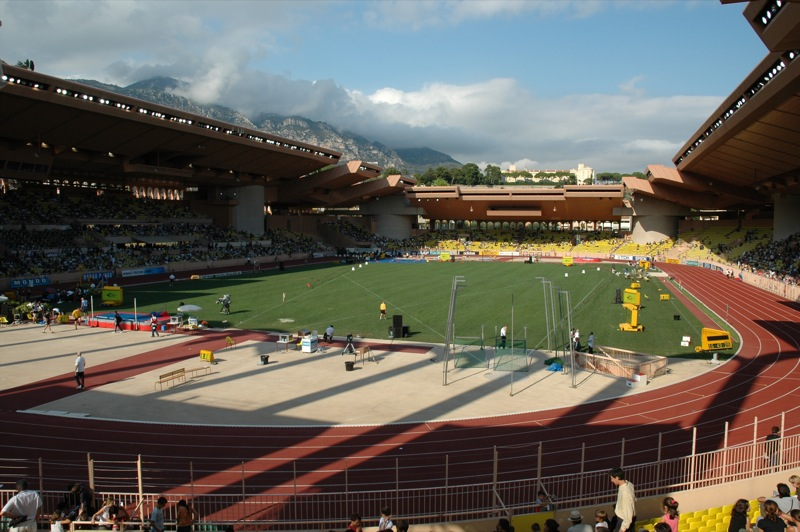
육상 경기가 열리고 있는 경기장의 모습